# 康唑醇K
康唑醇K（英語：Kanzonol K）是一种异戊烯基异黄酮化合物，化学式C26H28O6，可见于甘草、红花山竹子等物种。它可通过液相色谱-电喷雾串联质谱（LC/ESI-MS）进行检测。它对氯化铁甲醇溶液呈阳性反应。